# 平房世
平 房世（たいら の ふさよ）は、平安時代初期から前期にかけての皇族・貴族。当初房世王を名乗る。桓武天皇の孫で、二品・仲野親王の子。官位は正四位下・因幡守。

## 経歴
承和13年（846年）二世王の蔭位により无位から従四位下に直叙され、治部大輔に任ぜられる。承和15年（848年）宮内大輔に転じて、仁明朝末から文徳朝にかけてこれを務めた。
文徳朝末の天安2年（858年）武蔵権守次いで越中権守に転じると、貞観3年（861年）越前権守と清和朝初頭まで地方官を務める。貞観4年（862年）従四位上に叙せられるが、まもなく散位となる。貞観5年（863年）平朝臣姓の賜与を上奏し許されて臣籍降下する。貞観6年（864年）弾正大弼に任ぜられて一時的に京官に復するが、翌貞観7年（865年）に河内権守として再び地方官に転じると、その後河内守・摂津守・因幡守と清和朝後半から陽成朝にかけて地方官を務めた。またこの間、陽成朝初頭の貞観19年（877年）には正四位下に叙せられている。
元慶7年（883年）8月21日卒去。最終官位は正四位下行因幡守

## 官歴
『六国史』に基づく。
- 承和13年（846年） 正月7日：従四位下（直叙）
- 承和14年（847年） 12月19日：見治部大輔
- 承和15年（848年） 2月14日：宮内大輔
- 嘉祥4年（851年） 4月1日：次侍従
- 仁寿2年（852年） 2月15日：中務大輔
- 天安2年（858年） 2月5日：武蔵権守。3月8日：越中権守。8月27日：養役夫司（文徳天皇崩御）
- 貞観2年（860年） 閏10月25日：装束司長官（同子内親王）
- 貞観3年（861年） 正月13日：越前権守
- 貞観4年（862年） 正月7日：従四位上
- 貞観5年（863年） 8月8日：臣籍降下（平朝臣姓）
- 貞観6年（864年） 3月8日：弾正大弼
- 貞観7年（865年） 正月7日：河内権守
- 貞観9年（867年） 正月12日：河内守
- 時期不詳：摂津守
- 貞観19年（877年） 正月3日：正四位下
- 時期不詳：因幡守
- 元慶7年（883年） 8月21日卒去（正四位下行因幡守）